# Loúsios Potamós
Loúsios Potamós är ett vattendrag i Grekland. Det ligger i den södra delen av landet, 160 km väster om huvudstaden Aten.